# هيلموت راوخ
هيلموت راوخ (بالألمانية: Helmut Rauch)‏ (و. 1939 – م) هو فيزيائي من النمسا.

## التعليم
تعلم في الجامعة التقنية في فيينا

## جوائز
حصل على جوائز منها:
- ميدالية ويلهلم إكسنر [الإنجليزية]‏ (1985)
- ميدالية الشرف الفضية العظمى للخدمات المقدمة لجمهورية النمسا.